# Тебенякське
Тебеня́кське (рос. Тебенякское) — присілок у складі Білозерського району Курганської області, Росія. Входить до складу Боровлянської сільської ради.
Населення — 22 особи (2010, 53 у 2002).